# Tordera
Tordera je španělská obec v autonomním společenství Katalánsko, v provincii Barcelona v comarce Maresme na řece La Tordera. Název pochází z latinského turdaria, země drozdů. Žije zde přibližně 19 tisíc obyvatel.
Sousedí s obcemi Sant Cebrià de Vallalta, Pineda de Mar, Santa Susanna, Palafolls, Sant Celoni, Blanes, Lloret de Mar, Maçanet de la Selva a Fogars de la Selva.

## Vývoj počtu obyvatel
| Rok            | 1900  | 1930  | 1950  | 1970  | 1990  | 2000  | 2010   |
| Počet obyvatel | 3.048 | 3.357 | 3.593 | 6.431 | 8.249 | 9.798 | 15.641 |

V roce 1717 byla začleněna obec Roca Rossa; 1857 Sant Pere de Riu a Vallmanya; a 1930 Hortsavinyà.

## Osobnosti
- Prudenci Bertrana (1867–1941), spisovatel